# L'École des chefs
 (signalé en juillet 2025).
Si vous disposez d'ouvrages ou d'articles de référence ou si vous connaissez des sites web de qualité traitant du thème abordé ici, merci de compléter l'article en donnant les références utiles à sa vérifiabilité et en les liant à la section « Notes et références ».
- Archive Wikiwix
- Bing
- Cairn
- DuckDuckGo
- E. Universalis
- Gallica
- Google
- G. Books
- G. News
- G. Scholar
- Persée
- Qwant
- (zh) Baidu
- (ru) Yandex
- (wd) trouver des œuvres sur Wikidata

L'École des chefs est une émission produite par Futur TV, diffusée sur France 2.
C'est un documentaire qui consiste à suivre des jeunes cuisiniers et qui aspirent à être de grands chefs.
Ils vont suivre quatre semaines de stage au cours duquel ils vont rencontrer différents chefs cuisiniers. À la fin de chaque semaine, ils doivent réaliser un plat à partir des ingrédient mis à leur disposition et suivant quelques indications du jury. Ils seront à la suite évalués par le même jury.